# 哈维尔·迪格雷戈里奥
哈维尔·迪格雷戈里奥（西班牙語：Javier di Gregorio，1977年1月23日—），智利男子足球运动员，司职守门员。他曾入选2000年夏季奥林匹克运动会智利男子足球队名单，但并未上场参赛。